# Martins Soares
Martins Soares là một đô thị thuộc bang Minas Gerais, Brasil. Đô thị này có diện tích 112,941 km², dân số năm 2007 là 6338 người, mật độ 60,4 người/km².